# Juan Lindo

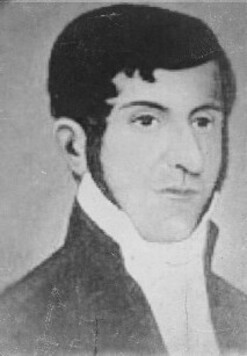
Juan Lindo, Supremo Director von El Salvador und Honduras

Juan Nepomuceno Fernández Lindo y Zelaya kurz Juan Lindo (* 16. Mai 1790 in Tegucigalpa, Honduras; † 23. April 1857 in Gracias, im Departamento Lempira, Honduras) war vom 7. Januar 1841 bis 1. Februar 1842 Präsident von El Salvador und vom 12. Februar 1847 bis 31. Januar 1852 Präsident von Honduras. 

## Leben

### Herkunft und frühe Laufbahn
Lindo entstammt einer Latifundistenfamilie. Er gehörte der Partido Conservador an. 1814 wurde er Rechtsanwalt (Licenciado en Derecho) an der Universidad de San Carlos de Guatemala. Nach dem Studium arbeitete er für die spanische Kolonialverwaltung. Nach der Unabhängigkeit Zentralamerikas von Spanien 1821 war er Gouverneur der Provinz Comayagua. Juan Lindo regte die Annexion von zentralamerikanischen Provinzen durch das mexikanische Imperium unter Agustín de Itúrbide an.
1826 wurde er zum Abgeordneten ins Parlament von Honduras gewählt. 1827 unterstützte er José Justo Milla Pineda bei dessen Aufstand und Staatsstreich gegen José Dionisio de la Trinidad de Herrera y Díaz del Valle. Er war Abgeordneter in der verfassungsgebenden Versammlung, welche im Juni 1838 gewählt worden war, und vertrat dort die Partido Conservador. Als Abgeordneter unterstützte er die Separation von Honduras von der Federación Centroamericana im Oktober 1838.

### Präsidentschaft in El Salvador
1840 reiste er nach El Salvador, wo ihn Francisco Malespín zu seinem Präsidenten von El Salvador machte. Von 1840 bis 1841 war er Minister und von 7. Januar 1841 bis 1. Februar 1842 war er gewählter Supremo Director. Lindo verfügte die Einrichtung von Schulen in Gemeinden mit über 150 Einwohnern durch die Gemeinden. In seiner Regierungszeit trennte sich El Salvador von der Federación Centroamericana und er verfügte die Gründung der Universidad Nacional de El Salvador.

### Präsidentschaft in Honduras
1842 kehrte er nach Honduras zurück und ließ sich in Ciudad de Comayagua im Departamento Comayagua nieder. Er wurde vom Parlament zum Präsidenten von Honduras gewählt und übte dieses Amt vom 12. Februar 1847 bis 31. Januar 1852 aus. In diesem Amt dekretierte er die Gründung der Universidad del Estado de Honduras.

### Pacto de Chinandega
Am 29. März 1844 wurde in Ciudad San Vicente im San Vicente in El Salvador der Pacto de Chinandega geschlossen. In diesem Bündnis war Fruto Chamorro Pérez Supremo Delegado, Juan Lindo Ratspräsident und Justo José Herrera Minister des Gremiums. Das Parlament von Honduras akzeptierte die Beschlüsse am 27. April 1844. Die Parlamente in El Salvador und Nicaragua zeigten sich befriedigt, ratifizierten die folgenden Beschlüsse aber nicht. Die Regierung von Guatemala äußerte sich nicht und als sie zu einer Antwort gedrängt wurde, wurde erklärt, das Parlament hätte am 17. April 1839 die Federación Centroamericana für aufgelöst erklärt. Es hätte nicht erwartet werden können, dass dieses Parlament dem Pacto de Chinandega zustimmen könnte.
Lindo ändert die Verfassung von 1848, die eine vierjährige Amtszeit des Präsidenten vorsah. Damit konnte er für eine zweite Amtsperiode gewählt werden, die er am 1. Februar 1852 beendete.
In der zweiten Amtszeit machte der von Lindo berufene General José Santos Guardiola Bustillo einen Aufstand gegen das Parlament und versuchte Francisco Ferrera und Coronado Chávez, welche gegen Lindo intrigierten, gefangen zu nehmen. Felipe Bustillo, welcher die Präsidentschaft übernommen hatte, floh nach Copán und Lindo wurde wieder Präsident. Ferrera and Chávez flohen nach El Salvador. Guardiola revoltierte später gegen Lindo, wurde aber besiegt und ging freiwillig ins Exil.
In der zweiten Amtszeit bildete er mit dem Präsidenten von El Salvador, Doroteo Vasconcelos Vides eine Allianz, um der Regierung José Rafael Carrera Turcios, in Guatemala den Krieg zu erklären. Die alliierten Truppen drangen in das Staatsgebiet von Guatemala ein und wurden von den guatemaltekischen Truppen in der Schlacht von San José La Arada am 2. Februar 1851 geschlagen.